# Ведома
Ведома — река в Московской и Тверской областях России, левый приток Дойбицы.
Берёт начало из стока озера Удельного (на границе Тверской и Московской областей) и прилегающих болот. В верхнем течении река спрямлена каналом.
Длина — около 15 км. Равнинного типа. Питание преимущественно снеговое. Ведома замерзает в ноябре — начале декабря, вскрывается в конце марта — апреле.
Берега в верховьях заболочены и труднопроходимы. Нижнее течение Ведомы живописно и представляет интерес для туристов.